# 御幸町 (春日井市)
御幸町（みゆきちょう）は、愛知県春日井市にある地名。現行行政地名は御幸町1丁目から御幸町3丁目。

## 地理
春日井市南西端部に位置する。東は勝川町、西は名古屋市北区東味鋺、南は名古屋市守山区瀬古、北は追進町に接する。

## 歴史

### 地名の由来
1880年（明治13年）の明治天皇の巡幸（御幸）に際して、勝川口から味鋺まで造られた御幸街道に由来する。

### 沿革
- 1968年（昭和43年） - 春日井市追進町・勝川町の各一部により、同市御幸町として成立[7]。

## 世帯数と人口
2019年（平成31年）4月1日現在の世帯数と人口は以下の通りである。
| 丁目        | 世帯数  | 人口  |
| ----------- | ------- | ----- |
| 御幸町1丁目 | 33世帯  | 53人  |
| 御幸町2丁目 | 108世帯 | 206人 |
| 御幸町3丁目 | 88世帯  | 190人 |
| 計          | 229世帯 | 449人 |

### 人口の変遷
国勢調査による人口の推移
| 1995年（平成7年）  | 533人 | [ 8 ]  |  |
| 2000年（平成12年） | 612人 | [ 9 ]  |  |
| 2005年（平成17年） | 535人 | [ 10 ] |  |
| 2010年（平成22年） | 518人 | [ 11 ] |  |
| 2015年（平成27年） | 477人 | [ 12 ] |  |

## 学区
市立小・中学校に通う場合、学区は以下の通りとなる。また、公立高等学校に通う場合の学区は以下の通りとなる。
| 丁目        | 番・番地等 | 小学校               | 中学校               | 高等学校 |
| ----------- | ---------- | -------------------- | -------------------- | -------- |
| 御幸町1丁目 | 全域       | 春日井市立山王小学校 | 春日井市立知多中学校 | 尾張学区 |
| 御幸町2丁目 | 全域       | 春日井市立山王小学校 | 春日井市立知多中学校 | 尾張学区 |
| 御幸町3丁目 | 全域       | 春日井市立山王小学校 | 春日井市立知多中学校 | 尾張学区 |

## 交通
- 愛知県道162号松河戸西枇杷島線

## 施設
- 春日井市勝西浄化センター北緯35度13分7.3秒 東経136度56分23.9秒 / 北緯35.218694度 東経136.939972度
- 春日井市衛生プラント北緯35度13分5.1秒 東経136度56分22.1秒 / 北緯35.218083度 東経136.939472度
- ダイトーエムイー本社北緯35度13分13.9秒 東経136度56分36.1秒 / 北緯35.220528度 東経136.943361度

## その他

### 日本郵便
- 郵便番号 : 486-0953[4]（集配局：春日井郵便局[15]）。